# Robert Viren
Robert Nikolaevič Viren, (in russo: Роберт Николаевич Вирен) (Velikij Novgorod, 25 dicembre 1856 – Kronštadt, 1º marzo 1917), è stato un ammiraglio russo, particolarmente distintosi come ufficiale nel corso della guerra russo-giapponese. Dal 1907 al 1908 fu comandante della flotta del Mar Nero e, nel corso della prima guerra mondiale, governatore del porto e della fortezza di Kronštadt.

## Biografia

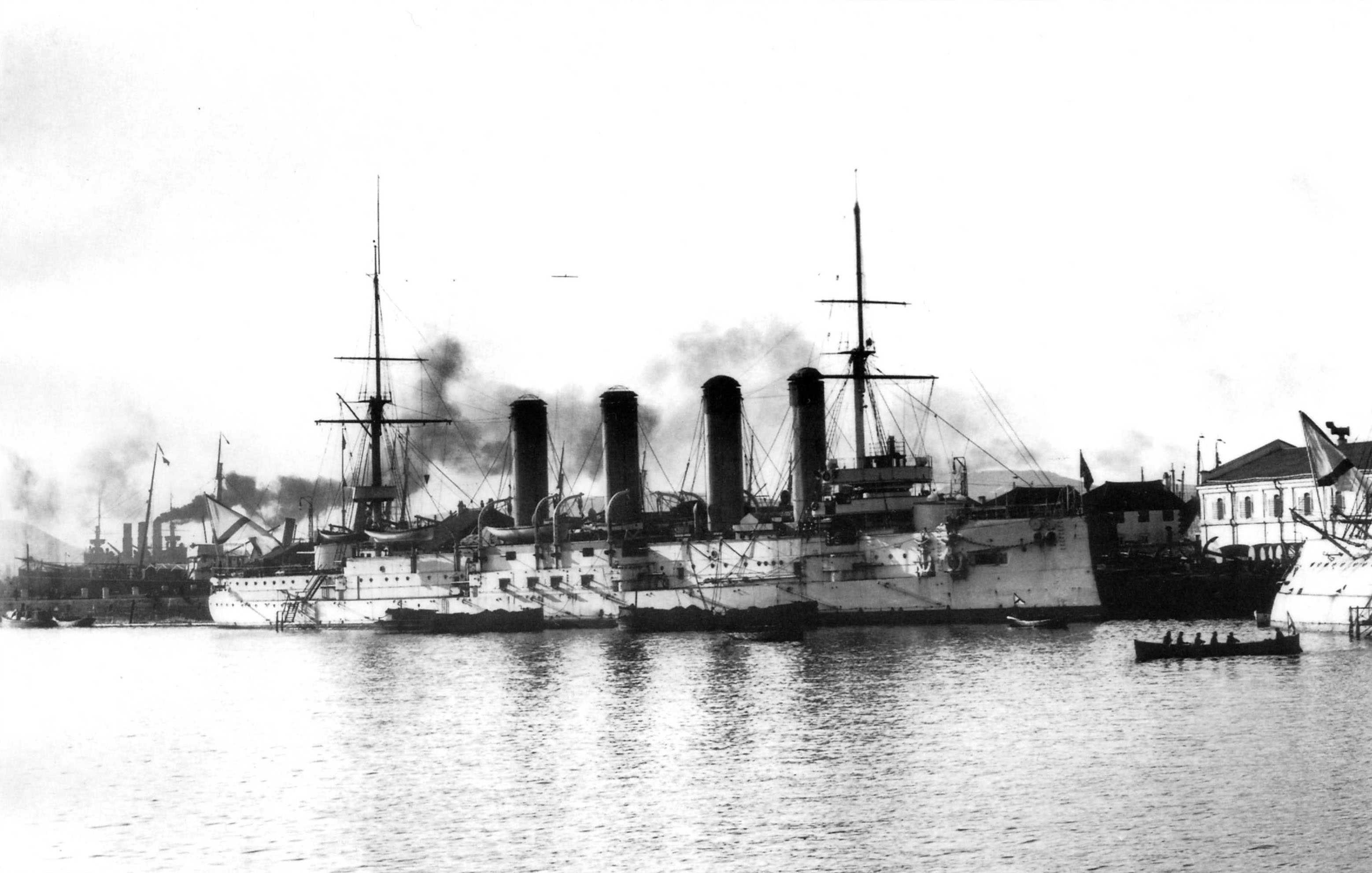
L'incrociatore corazzato Bayan a Port Arthur nel 1904.

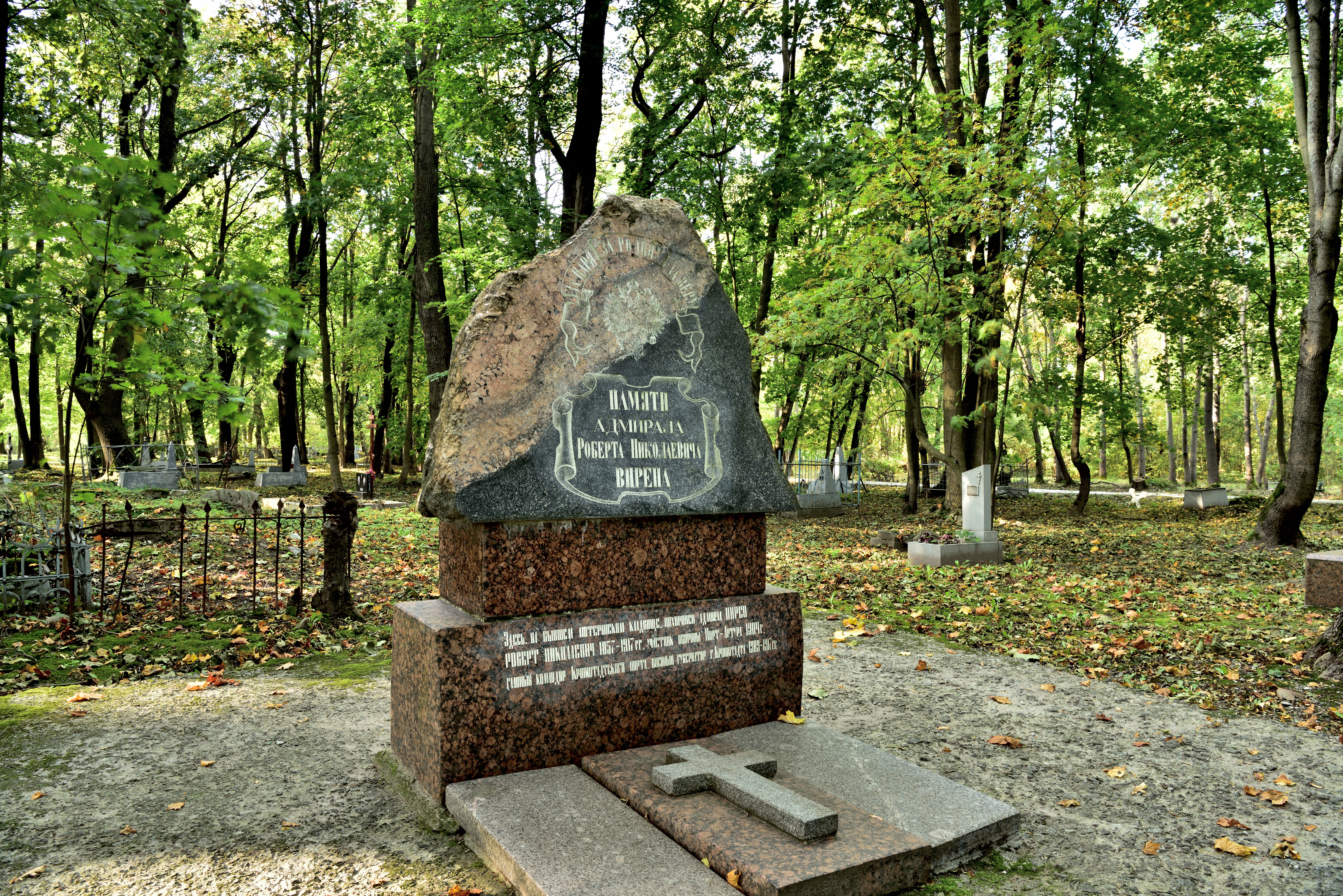
Il cenotafio al cimitero luterano di Kronštadt.

Nacque a Novgorod il 25 dicembre 1856, figlio di Nikolaus e di Johanna Emilie Frants. Arruolatosi nella marina imperiale russa, fu accettato alla scuola cadetti di San Pietroburgo il 12 settembre 1873, uscendone con il grado di guardiamarina il 12 maggio 1877, e nello stesso anno prestò servizio sulla corazzata  Piotr Velikij. Dopo aver terminato la scuola per cadetti navali, fu nominato sottotenente e imbarcato sul piroscafo tedesco Gimbria, che stava navigando verso New York. Lì si trasferì su un piroscafo americano, il Lazoon, che è stata acquistata dalla Russia e rinominato Zabijaka. Sullo Zabijaka, tra il 1879 e il 1880, navigò lungo la costa orientale degli Stati Uniti, ritornando a Kronštadt nella primavera del 1880. Sullo Zabijaka, a partire dal giugno 1880, effettuò il giro del mondo, venendo nel frattempo promosso tenente il 1° gennaio 1883 e insignito dell'Ordine di San Stanislao di terza classe.
Prestò servizio sul clipper Strelok, viaggiando all'estero, prima di essere assegnato alla flotta del Baltico. Si diplomò alla scuola di guerra di mine nel 1884 e gli fu conferito l'Ordine di Sant'Anna di terza classe nel 1888. Dopo essersi laureato presso l'accademia della marina di Nikolaev nel 1889, prestò servizio come ufficiale addetto alla guerra di mine sulla corazzata Piotr Velikij nel 1891 e fu promosso tenente comandante. Dal 1891 al 1894 fu insegnate per la guerra di mine del principe Georgij Aleksandrovič Romanov, e poi s'imbarcò sull'incrociatore Admiral Kornilov per un viaggio in Estremo Oriente del principe ereditario.
Divenne capitano di 2ª classe il 17 aprile 1894, e poi si imbarcò sull'incrociatore General Admiral II per un viaggio nelle Indie occidentali. Fu poi comandante della cannoniera Posadnik (1896-1897), segretario senior dello stato maggiore della marina (12 aprile 1897-1898), comandante della nave scuola Vernyj (1898-1899), comandante del monitore Strelets (25 marzo 1899-1900) e infine capitano di bandiera dello stato maggiore della terza divisione. Fu promosso capitano di 1ª classe il 6 gennaio 1901. Nel 1903 gli fu dato il comando del moderno incrociatore corazzato Bayan.
All'inizio della guerra russo-giapponese, comandava il Bayan assegnato alla squadra del Pacifico con base a Port Arthur. Durante la battaglia del Mar Giallo, si guadagnò la reputazione di comandante audace e capace. Dopo la morte dell'ammiraglio Wilhelm Withöft, il comando della flotta fu assunto brevemente dal principe Pavel Petrović Uchtomskj, ma non riuscì a ottenere il supporto o il rispetto dei suoi subordinati. Poiché nessun altro ufficiale poteva raggiungere il porto assediato, sebbene fosse un ufficiale relativamente giovane e con bassa anzianità, fu promosso contrammiraglio il 23 agosto 1904 e, il 4 settembre dello stesso anno, prese il comando della squadra durante gli ultimi quattro mesi dell'assedio. Durante questo periodo, con la flotta assediata, incapace di effettuare alcuna una sortita e sotto un continuo bombardamento da terra, ordinò che sulle sue navi da guerra fossero tolti i cannoni, al fine di essere usati per rafforzare le difese terrestri del porto, e ai suoi marinai fu ordinato di combattere come fanteria di marina. Fu ferito in combattimento nel novembre 1904. Dopo la resa di Port Arthur, fu preso come prigioniero di guerra dai giapponesi e portato a Nagoya, venendo rilasciato alla fine del 1905. Dopo la guerra gli fu conferita la Spada d'oro al coraggio e l'Ordine di San Giorgio di quarta classe, così come l'Ordine di San Stanislao di prima classe con spade.
Tra il 1906 e il 1907 fu capo dell'addestramento dell'artiglieria della flotta del Baltico, e poi divenne comandante della flotta del Mar Nero dal 1907 al 1908. Fedelissimo al vecchio regime zarista, era noto per pretendere una severa disciplina sia dagli ufficiali che dai marinai. La violazione dei regolamenti comportava sempre una punizione indipendentemente dal grado militare. Prestò servizio nel consiglio dell'ammiragliato dal 1908 al 1909. Il 6 dicembre 1909 divenne comandante del porto e governatore di Kronštadt quando fu promosso viceammiraglio. Si sforzò di mantenere un ordine e una disciplina rigorosi e si distinse per la sua esigenza e pignoleria, migliorando la formazione degli specialisti navali. Il 14 aprile 1913 gli fu conferito l'Ordine di San Vladimiro di seconda classe. Ricevette due encomi solenni: il 21 luglio 1914 per il lavoro svolto nella costruzione del molo di Kronstadt, e l'11 agosto 1914 per la rapida riparazione riuscita della corazzata Andrei Pervozvanny.
Dopo l'inizio della prima guerra mondiale, fu promosso ammiraglio il 15 febbraio 1915. Nel 1916, gli fu conferito l'Ordine di San Giorgio di terza classe, per il coraggio personale dimostrato nell'impedire l'esplosione di una polveriera nel forte Petrovsky a Kronštadt. Dopo l'inizio della Rivoluzione di febbraio, fu uno dei numerosi ufficiali superiori uccisi a colpi di baionetta in piazza dell'Ancora, a Kronštadt, vicino al monumento dell'ammiraglio Makarov, da marinai filo-bolscevichi il 1º marzo 1917. Il suo corpo fu sepolto nel Cimitero luterano di Kronštadt. Il luogo esatto è andato perduto, ma negli anni novanta del XX secolo è stata eretta lì una pietra commemorativa simbolica in sua memoria.

### Annotazioni
1. ↑  Viren era di origine finlandese per parte del nonno paterno Johan Petterinpoika Viinikka, originario di Virrat. Il padre era Nikolaus Wirén (1828-1901), preside del liceo Aleksanteri di Tallinn, nato a Wesenberg, Estonia, che ricevette una nobiltà ereditaria in Russia nel 1896 e iniziò a usare il nome von Wirén come forma di cognome.

### Fonti
1. 1 2 3 4 5 6 7 8 9 10 11 12 13 14  Baltisches Biografisches Lexikon digital.
2. 1 2 3 4  Kowner 2006, pp. 409-410.
3. 1 2 3 4 5 6 7 8 9 10  Amburger.
4. 1 2 3 4 5 6 7  Vuorenpää 2007, p. 22.
5. 1 2 3 4 5 6 7 8 9 10 11 12 13 14  Narod.
6. 1 2 3 4 5 6 7 8 9 10 11 12 13  Vuorenpää 2007, p. 23.
7. 1 2 3  Weapons and Warfare.
8. ↑  Watts 1990, p. 57.